# Platons akademi

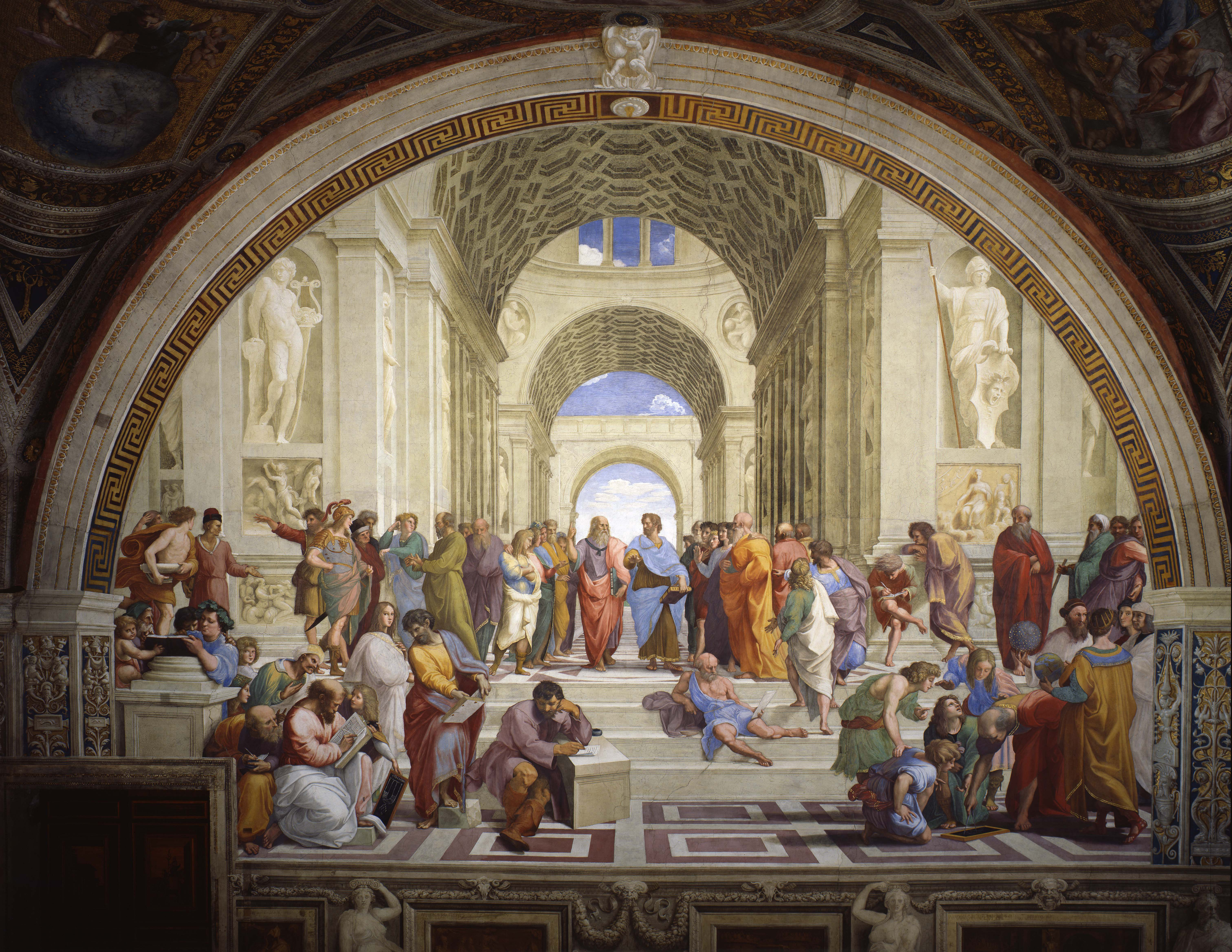
Skolan i Aten (1509–1510) av Raffaello Sanzio, fresk i Apostoliska palatset i Vatikanstaten.

Akademien grundades av Platon omkring år 387 f.Kr. i Aten. Den fungerade som lärosäte för filosofiintresserade greker. Skolan överlevde den hellenistiska perioden med en utpräglat skeptisk framtoning, men blev mer dogmatisk efter Filons död år 83 f.Kr. Efter ett kortlivat återupplivningsförsök av Cassius Longinus under 200-talet e.Kr. återupprättades Akademien en sista gång år 410 och fungerade då som centrum för nyplatonismen. Skolan stängdes slutgiltigt år 529 av den bysantinske kejsaren Justinianus I.
Platons akademi kan jämföras med Aristoteles skola Lykeion.

## Läge

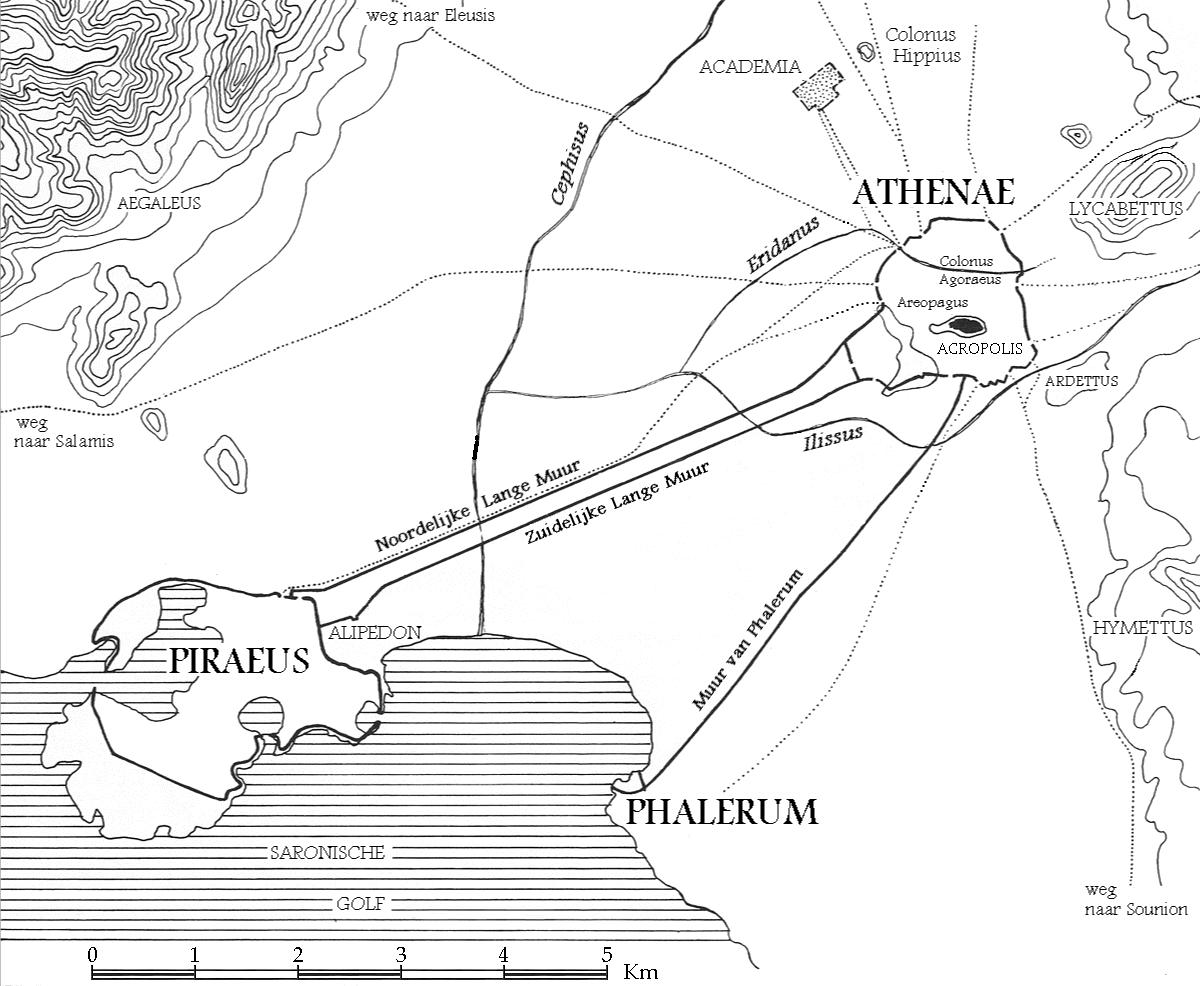
Karta över Aten

Innan Akademien var en skola, och innan Cimon avgränsade platsen med en mur, fanns här en helig skogsdunge med olivträd som fungerade som helgedom åt Atena, vishetens gudinna, utanför det antika Atens stadsmurar. Platsens äldre namn var Hekademia, som under den klassiska perioden utvecklades till Akademien. Namnförändringen förklaras av dess kopplingar – som sträcker sig tillbaka till åtminstone 500-talet f.Kr. – till den atenska hjälten Akademos.
Akademiens geografiska läge var heligt för Atena och andra odödliga; den hade bevarat hennes religiösa kult sedan bronsåldern, en kult som möjligtvis även associerades till de grekiska hjältegudarna dioskurerna (Castor och Pollux). Hjälten Akademos förknippas med platsen på grund av att han hade avslöjat var Theseus hade gömt Helena för de gudomliga tvillingarna. Av respekt för dess långa tradition och dess kopplingar till dioskurerna förstörde inte spartanerna denna "Akademiens dunge" när de invaderade Attika. Denna gudom delades emellertid inte av romaren Sulla, som lät hugga ned de heliga olivträden år 86 f.Kr. för att bygga belägringsmaskiner.
Bland de religiösa riter som ägde rum vid Akademien återfanns bland annat ett fackelupplyst nattligt sprinterlopp från stadens altare till Prometheus altare i Akademien. Här hölls även begravningsspel såväl som en dionysisk procession från Aten till Hekademeia tillbaka till staden. Vägen till Aten kantades av gravstenar över avlidna atenare.

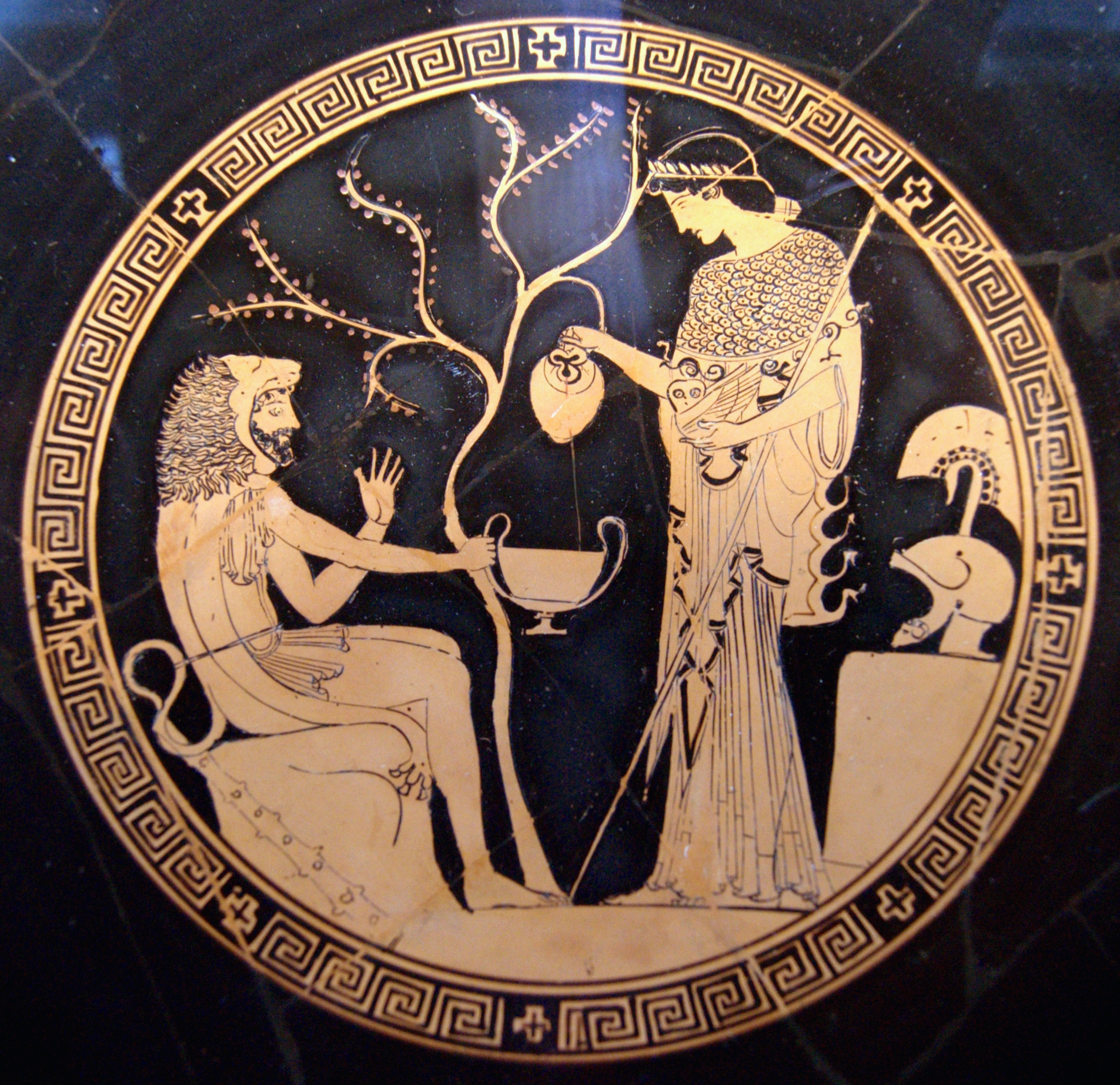
Atena och Herakles på en kylix.

Platsen låg nära Colonus. Avståndet från Aten till Akademien var sex stadier (ungefär en mil) från Dipylons portar.
Platsen återupptäcktes under 1900-talet, i det moderna Akadimia Platonos; man har företagit omfattande utgrävningar och platsen är öppen för turister.

## Den äldre Akademien
Platons närmaste efterträdare som ledare för Akademien var Speusippos (347–339 f.Kr.), Xenokrates (339–314 f.Kr.), Polemon (314–269 f.Kr.) och Krates (omkring 269–266 f.Kr.). 
Bland Akademiens övriga medlemmar kan nämnas Aristoteles, Herakleides, Eudoxos, Filip från Opus och Krantor.

## Den andra Akademien
Omkring 266 f.Kr. blev Arkesilaos (omkring 266–241 f.Kr.) ledare för skolan. Under Arkesilaos blev Akademien starkt förknippad med skepticismen. Denna period är numera känd som den andra (Diogenes Laërtius) eller mellan (även nya)-perioden för Akademien.
Arkesilaos åtföljdes av Lakydes (241–215 f.Kr.), Evander och Telekles (tillsammans) (205–165 f.Kr.) samt Hegesinus (omkring 160 f.Kr.).

## Den nya Akademien
Den nya eller tredje (Diogenes) Akademien inleds med Karneades år 155 f.Kr. Karneades var den fjärde ledaren för Akademien från Arkesilaos. Skolan var i mångt och mycket fortfarande skeptisk, och man förnekade möjligheten att nå en absolut sanning.
Karneades följdes av Klitomachos (129–110 f.Kr.) och Filon från Larissa ("Akademiens sista oomtvistade ledare" ungefär 110–84 f.Kr.). Omkring år 90 f.Kr. grundade Antiochos från Ascalon en rivaliserande "Gamla Akademien" som förkastade skepticismen och förespråkade stoicism.

## Den nyplatonska Akademien
Efter en nedstängning under den romerska ockupationen återupprättades Akademien som en ny institution av några framträdande platonister från sena antiken som kallade sig själva för Platons efterföljare, och gjorde anspråk på att tillvarata en oavbruten tradition ända tillbaka till Platon. Det kan emellertid inte ha funnits någon geografisk, institutionell, ekonomisk eller personlig kontinuitet mellan den ursprungliga Akademien och den nya organisationen.
Den nyplatonska Akademien återupprättades av Plutarkos från Alexandria år 410. Plutarkos följdes av Syrianus, Proklos, Marinus, Isidore och slutligen Damaskius. Den nyplatonska Akademien nådde sin höjdpunkt under Proklus (som dog 485).
De sista "grekiska" filosoferna i den återupplivade Akademien under 500-talet härstammade från olika delar av den hellenistiska kultursfären vilket tyder på en synkretism av deras olika kulturer (se Koine): fem av de sju filosoferna vid Akademien som nämns av Agathias var av syriskt ursprung: Hermias och Diogenes (båda från Fenicien), Isidorus från Gaza, Damascius från Syrien, Iamblichus från Coele-Syrien och kanske även Simplicius från Cilicia (Thiele). 

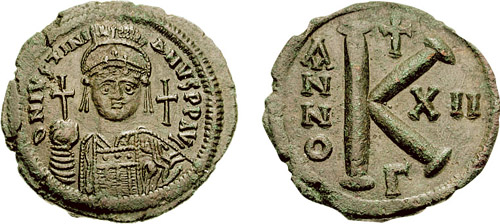
Justinianus var en av de första kejsarna som lät sig avbildas med det kristna korset på mynt.

Den bysantinske kejsaren Justinianus stängde skolan år 529 e.Kr., ett datum som ofta får symbolisera slutet på antiken (vissa har på sistone börjat ifrågasätta huruvida Justinianus verkligen stängde skolan). Skolans sista ledare var Damascius (död 540). Enligt det enda vittnet, historikern Agathias, sökte skolans kvarvarande medlemmar skydd hos den sassanidiske härskaren Khosrau I i dennes huvudstad Ktesifon, dit de bar med sig värdefulla textrullar med litteratur och filosofi och i viss utsträckning naturvetenskap. Efter ett fredsfördrag mellan det persiska och bysantinska riket år 532 (ett tidigt exempel på ett religionsfrihetsdokument) kände de sig säkrare varefter vissa av dem sökte sig till det paganistiska fästet vid Harran, nära Edessa. En av de sista ledande figurerna i gruppen var Simplicius, en av Damascius lärjungar. Studenter inom den autentiska och viktiga nyplatonska exil-akademiska skolan som kvarstod till åtminstone 900-talet, bidrog till det muslimska bevarandet av grekisk vetenskap och medicin, då muslimska trupper intog området under 600-talet (Thiele). En av de tidigare akademierna som grundades i öst var Gundishapurakademin, som grundades på 600-talet i det sassanidiska Persien.